# Giovanni Battista Ruffini
Giovanni Battista Ruffini, conosciuto anche come Giovanni Ruffini modenese, (Modena, 14 febbraio 1807 – Modena, 24 marzo 1891), è stato un militare e politico italiano.
Ufficiale dei Cacciatori delle Alpi, partecipò alla battaglia di Solferino e San Martino.
Nel 1859 venne nominato quale primo comandante dell'era sabauda dell'accademia militare di Modena.

## Biografia
Figlio dell'avvocato Luigi e già laureato in giurisprudenza, partecipò ai moti del 1831 di Modena insieme a Ciro Menotti. Arrestato il 3 febbraio 1831 e condannato a morte per ordine del duca Francesco IV, venne liberato a furor di popolo. Dopo essersi unito alla colonna Zucchi, si imbarcò sulla Barcaccia nel porto di Ancona che lo condusse in esilio in Francia.
Dopo essersi laureato in matematica all'università di Parigi, fu tra i fondatori della Giovine Italia a Marsiglia. Si trasferì per sette anni a Londra, dove visse insieme a Giuseppe Mazzini e Giovanni Ruffini ligure.
Nel 1848 si arruolò nell'esercito sabaudo, combattendo le guerre del 1848, 1849 e 1859 fino al grado di maggiore.
Alla fine del 1859 venne promosso comandante e destinato, dal ministro della guerra generale Manfredo Fanti, a dirigere l'Accademia militare di Modena, che all'epoca si chiamava "Scuola Militare dell'Italia Centrale" dall'8 novembre 1859 al 9 maggio 1860 e poi "Scuola Militare Fanteria" dal 10 maggio 1860 al 2 luglio 1862.
Il 25 marzo 1860 venne eletto con 287 voti per la VII legislatura del Regno di Sardegna nel collegio elettorale di Mirandola.
Nel 1870 venne nominato comandante della città e della fortezza di Venezia, fino al pensionamento avvenuto dopo due anni.
Morì all'età di 84 anni nella sua città natale, che gli tributò solenni funerali il 27 marzo 1891.